# پرندگان خاورمیانه و خاور نزدیک
پرندگان خاورمیانه و خاور نزدیک کتابی از امین‌الله دیانی است که در سال ۱۳۶۷ منتشر و در مراسم کتاب سال جمهوری اسلامی ایران به‌عنوان کتاب شایسته تقدیر معرفی شد.